# Tartigny
Tartigny település Franciaországban, Oise megyében. Lakosainak száma 253 fő (2022. január 1.). Tartigny Bacouël, Beauvoir, Breteuil, Chepoix, Le Mesnil-Saint-Firmin, Rocquencourt és Rouvroy-les-Merles községekkel határos.

## Népesség
A település népessége az elmúlt években az alábbi módon változott:
| Lakosok száma | 278  | 281  | 283  | 274  | 266  | 259  | 256  | 252  | 253  |
|               | 2013 | 2015 | 2016 | 2017 | 2018 | 2019 | 2020 | 2021 | 2022 |